# Dwayne Cowan
Dwayne Cowan (ur. 1 stycznia 1985) – brytyjski lekkoatleta specjalizujący się w biegach sprinterskich. 
Podczas drużynowych mistrzostw Europy w 2017 roku wygrał bieg na 400 m, bijąc swój rekord życiowy wynoszący 45,46 s, ale ostatecznie nie zdobył żadnego medalu wraz z drużyną. Brązowy medalista mistrzostw świata (2017) w sztafecie 4 × 400 metrów.

## Osiągnięcia
| Rok  | Impreza                                 | Miejsce    | Konkurencja             | Pozycja    | Wynik   |
| ---- | --------------------------------------- | ---------- | ----------------------- | ---------- | ------- |
| 2017 | Superliga drużynowych mistrzostw Europy | Lille      | bieg na 400 metrów      | 1. miejsce | 45,46   |
| 2017 | Mistrzostwa świata                      | Londyn     | bieg na 400 metrów      | półfinał   | 45,96   |
| 2017 | Mistrzostwa świata                      | Londyn     | sztafeta 4 × 400 metrów | 3. miejsce | 2:59,00 |
| 2018 | Igrzyska Wspólnoty Narodów              | Gold Coast | bieg na 400 metrów      | półfinał   | 46,06   |
| 2018 | Mistrzostwa Europy                      | Berlin     | bieg na 400 metrów      | półfinał   | 45,45   |
| 2018 | Mistrzostwa Europy                      | Berlin     | sztafeta 4 × 400 metrów | 2. miejsce | 3:00,36 |
| 2021 | World Athletics Relays                  | Chorzów    | sztafeta 4 × 400 metrów | eliminacje | 3:10,63 |

## Rekordy życiowe
- bieg na 200 metrów – 20,73 (2016)
- bieg na 400 metrów – 45,34 (2017)